# 1984年冬季残疾人奥林匹克运动会瑞典代表团
1984年冬季残疾人奥林匹克运动会瑞典代表团是瑞典派出的1984年冬季残疾人奥林匹克运动会代表团。获得7枚金牌、2枚银牌和5枚铜牌。